# 기시보진마에 정류장
기시보진마에 정류장(일본어: 鬼子母神前停留場)은 일본 도쿄도 도시마구 조시가야 2초메에 있는 도쿄 도 교통국 도덴 아라카와 선의 정류장이다.

## 정류장 구조
상대식 승강장 2면 2선의 지상 정류장이다.

## 정류장 주변
- 도쿄 지하철 후쿠토신 선 조시가야 역 - 본 정류장 바로 밑에 있는 환승역으로 안내되고 있다.
- 호묘지 기시보진도
- 도쿄 도도 305호 시바신주쿠오지 선
- 도쿄 도도 8호 지요다네리마타나시 선
- 도쿄 음악대학
- 가쿠슈인 대학
- 경시청 메지로 경찰서
- 도시마 구립 조시가야 지역 문화 창조관
- 조시가야 우체국
- 지토세바시

## 역사
- 1914년 12월 25일: 영업 개시.
- 2008년 6월 14일: 도쿄 메트로 후쿠토신 선 조시가야 역 개통에 따라 환승역이 됨.

## 인접 정류장
| 도쿄 도 교통국 ■ 도덴 아라카와 선 | 도쿄 도 교통국 ■ 도덴 아라카와 선 | 도쿄 도 교통국 ■ 도덴 아라카와 선 |
| --------------------------------- | --------------------------------- | --------------------------------- |
| 가쿠슈인시타 와세다 방면          |                                   | 도덴 조시가야 미노와바시 방면     |